# 宮戸直輝
宮戸 直輝（みやと なおてる、1943年5月20日-  ）は、日本の経営者。大同生命保険社長を務めた。

## 来歴・人物
兵庫県出身。1967年に慶應義塾大学法学部を卒業し、同年に大同生命保険に入社した。1994年7月に取締役に就任し、1996年3月に常務、1997年3月に専務を経て、同年7月に社長に就任。2004年4月にT&Dホールディングス社長に就任し、2011年4月に会長を経て、2013年6月には顧問に就任。